# 30-та окрема мотострілецька бригада (РФ)
30-та окрема мотострілецька бригада (30 ОМСБр, в/ч 45863) — мотострілецьке з'єднання Сухопутних військ Збройних сил Російської Федерації. Пункт постійної дислокації — смт Рощинський Самарської області. Бригада входить до складу 2-ї гвардійської загальновійськової армії Центрального військового округу.

## Історія
Бригада сформована 30 листопада 2016 року в складі 2-ї гвардійської загальновійськової армії Центрального військового округу. Формування зайняло місце 23-ї окремої гвардійської мотострілецької бригади, що відправлена на формування на кордоні з Україною 3-ї мотострілецької дивізії, що розміщено у Білгородській й Воронізькій областях. Особливістю бригади є оснащення деяких бойових підрозділів автомобілями УАЗ «Патріот», що було зроблено з метою підвищення мобільності. Формування оснащується тільки колісною технікою типу БТР-82А, Р-149МА1, Урал-4320 та інше. Крім того, на озброєння з'єднання перебував дивізіон 122-мм гаубиць Д-30А.
Бригада брала участь в інтервенції в Сирію. 22 лютого 2019 в Сирії в провінції Дейр-ез-Зор внаслідок атаки повстанців загинули четверо російських військовослужбовців. Серед них був і комбриг 30 ОМСБр полковник Віктор Єловенко.

### Російське вторгнення в Україну 2022 року
У ході повномасштабного російського вторгнення в Україну, з квітня 2022 30-та бригада вела наступальні дії в районі Сєвєродонецька.[джерело?]
У травні 2023 року бригада вела наступальні дії у районі Макіївки на півночі Луганської області.
У квітні 2024 року бригада прорвала українську оборону в районі с. Очеретине неподалік від Авдіївки. Українське командування залучило 47-му механізовану бригаду для ліквідації прориву, але та не змогла зупинити російське просування.
У 2025 році військовослужбовець бригади розстріляв 6 українських полонених. Його особистість була встановлена: Яковлєв Олег Володимирович із Саратова, 16 червня 1992 р.н.

## Структура
- Управління,
- танковий батальйон,
- 2 мотострілецькі батальйони на БТР-82А, та автомобілях високої прохідності УАЗ «Патріот»,
- гаубичний дивізіон,
- роти забезпечення.[13]

## Озброєння
На озброєнні: танки Т-72Б3, до 40 одиниць БТР-82А, 82-мм міномети 2Б14 «Поднос», гаубиці Д-30, ПТРК «Корнет», АГС-30, великокаліберний кулемет Корд, до 20 автомобілей КШМ Р-149МА1, понад 30 ф\м УАЗ «Патріот», понад 80 автомобілей «Урал».

## Командири
- (??? — 2019) полковник Єловенко Віктор Володимирович†
- (2022) полковник Ложевич Олександр Валерійович[14]

## Втрати
Із відкритих джерел відомо про 1 загиблого військовослубовця бригади в Сирії, і щонайменш 17 — під час повномасштабного вторгнення в Україну: